# مارتي ديفيس
مارتي ديفيس (بالإنجليزية: Marty Davis)‏ هي صحفية أمريكية، ولدت في 8 يناير 1949.